# نور الدين زيدوني
نور الدين زيدوني (؟ - توفي 2020)، الملقب بـ «نونو» هو فنان مسرحي واستاذ السينوغرافيا جزائري وهو أول فنان من العالم العربي يرحل بسبب وباء فيروس الكورونا. الفنان زيدوني عمل أستاذا سابقا في المعهد العالي للفنون الدرامية ببرج الكيفان.
قام زيدوني في العديد من أهم تصاميم سينوغرافية لعشرات المسرحيات أبرزها «علي بابا الكبير». وشارك في عدة لجان تحكيم.

## وفاته
توفي يوم الاحد 29 مارس 2020 على إثر إصابته بفيروس «كورونا» المستجد. وكان قد اكتشف إصابته بفيروس «كورونا» قبل أسبوع من وفاته.